# Sheffield
Sheffield er Englands fjerdestørste by med 518.090(2011) indbyggere. Den er beliggende i det engelske county Yorkshire. Bystyret er organiseret som metropolitan borough ("storbykommune"). Byen er den største i området South Yorkshire, der i alt har ca. 1,2 millioner indbyggere, og gennemløbes af floden Don. Af dansk interesse er det, at byen er vokset ud af bl.a. danske vikingebopladser i området.
Sheffield er i den danske offentlighed mest kendt som Danmarks vært under fodbold-EM i 1996 og som ramme for filmen The Full Monty fra 1997. Byen er kendetegnet af sin stålindustri, som bl.a. opfandt rustfrit stål, og kulminedrift var i mange år også en vigtig faktor i byens økonomi. Sværindustrien gik hårde tider i møde fra 1970erne og fremefter, og byen var i årtier hårdt ramt af udflytning af arbejdspladser, lukning af fabrikker og stor arbejdsløshed. Siden begyndelsen af 1990'erne er byen igen begyndt en positiv udvikling og investeringer i byen har igen taget fart.
Byen er hjemsted for to universiteter (University of Sheffield og Sheffield Hallam University), der tilsammen huser 40.000 studerende, samt et rigt sportsliv. Verdens ældste fodboldklub er Sheffield F.C. (stiftet 1857), og fodboldens tidlige udvikling foregik især i Sheffield. I dag er Sheffield Wednesday og Sheffield United de to mest kendte sportsklubber fra Sheffield.
Rockbandet Def Leppard og Arctic Monkeys kommer fra Sheffield.